# Дедюшко Володимир Йосипович
Володимир Йосипович Дедюшко (біл. Уладзімір Іосіфавіч Дзядзюшка; *14 лютого 1905, Мінськ — †30 березня 1973) — білоруський актор театру та кіно.

## Біографія
У 1923—1937 роках — артист Білоруського третього державного драматичного театру, а з 1937 — актор БілАДТ імені Янки Купали. Особливого успіху досягнув у національній драматургії. Володимир Дедюшко — один з найяскравіших представників білоруського національного театру, актор глибоко народний, самобутній. Блискучий народний гумор, видатну майстерність протягом багатьох років показував у спектаклі «Павлінка» Янки Купали у ролі Степана Криницького. М'якість, ліризм і гумор властиві багатьо його сценічним персонажам. В його творчості м'який пластичний малюнок ролі, гостро виявлені риси характеру, психологічно мотивовані вчинки поєдналися з яскравим національним колоритом.
Знімався у кіно та телепостановках: «Суд», «Люди на болоті» і інш. Помер 30 березня 1973. Похований у Мінську на Східних могилках.

## Літаратура
- Дзядзюшка Уладзімір Іосіфавіч // Бел. энцыкл. Мн., 1998. Т. 6. С. 135—136.
- Дзядзюшка Уладзімір Іосіфавіч // Тэатральная Беларусь: Энцыкл. Мн., 2002. Т. 1. С. 345-34